# 스테판 오드랑
스테판 오드랑(프랑스어: Stéphane Audran, 1932년 11월 8일 ~ 2018년 3월 27일)은 프랑스의 배우이다. 아카데미 외국어 영화상 등을 수상한 《부르주아의 은밀한 매력》(1972)과 《바베트의 만찬》(1987) 그리고 《비올레트 노지에르》(1978)와 《지옥의 영웅들》(1980)과 같이 높은 평가를 받은 영화들로 유명하다.

## 출연 작품

### 영화
- 몽파르나스의 연인 (1958)
- 사촌들 (1959)
- 착한 여자들 (1960)
- 사자 자리 (1962)
- 세 번째 사랑 (1962, L'Œil du Malin)
- 파란 수염, 랑드뤼 (1963, Landru)
- Le Tigre aime la chair fraîche (1964)
- 내가 본 파리 (1965, Paris vu par…)
- 블루 팬더 (1965, Marie-Chantal contre Dr Kha)
- 분계선 (1966, La Ligne de démarcation)
- Le Scandale (1967)
- 암사슴 (1968)
- 부정한 여인 (1969)
- 도살자 (1970)
- 파멸 (1970)
- 어두워지기 전에 (1971, Juste avant la nuit)
- 부르주아의 은밀한 매력 (1972)
- 붉은 결혼식 (1973)
- 그리고 아무도 없었다 (1974, And Then There Were None)
- 부르주아의 어리석음 (1976, Folies bourgeoises)
- 필립의 야망 (1977)
- Les Liens de sang (1978)
- 비올레트 노지에르 (1978)
- 지옥의 영웅들 (1980)
- La Cage aux folles 2 (1980)
- 대청소 (1981)
- 암살자 (1982, Le Choc)
- 데들리 런 (1983, Mortelle Randonnée)
- 타인의 피 (1984, Le Sang des autres)
- 닭 초절임 (1985, Poulet au vinaigre)
- 바베트의 만찬 (1987)
- 올빼미의 울음 (1987, Le Cri du hibou)
- 페이스레스 (1988)
- Jours tranquilles à Clichy (1990)
- 베티 (1992)
- 맥시멈 리스크 (1996)
- 꼬마 소녀 매들린 (1998, Madeline)
- 모나코 여인 (2008, La Fille de Monaco)
- 바람의 저편 (2018)

### 텔레비전
- 타트오르트 (1973)
- Orient-Express (1979)
- La Marseillaise (1982)